# ستانلي ألان
ستانلي ألان (بالإنجليزية: Stanley Allan)‏ هو لاعب كرة قدم بريطاني (وحمل سابقاً جنسية المملكة المتحدة لبريطانيا العظمى وأيرلندا) في مركز الهجوم، ولد في 28 ديسمبر 1886 في المملكة المتحدة، وتوفي في 1919. لعب مع نادي سندرلاند ونادي ووستر سيتي ونوتينغهام فورست ونيوكاسل يونايتد ووست بروميتش ألبيون وWallsend Boys Club ‏.